# Drogenbos
Drogenbos  (lyt) ? er en kommune i den belgiske provins Vlaams-Brabant. Den 1. januar 2006 havde Drogenbos en population på 4.876. Dens areal er på 2,49 km², hvilket betyder en befolkningstæthed på 1.957 beboere per km².
Det officielle sprog i Drogenbos er nederlandsk ligesom alle andre steder i Flandern. 

## Kendte indbyggere
- Joseph Loeckx, tegneserietegner, pseudonym Jo-El Azara
- Karl Theodor af Bayern, Kurfyrste af Bayern
- Felix De Boeck, (1898 – 1995), maler